# Зёгель
Зёгель (нем. Sögel) — община в Германии, в земле Нижняя Саксония.
Входит в состав района Эмсланд. Подчиняется управлению Зёгель. Население составляет 7128 человек (на 31 декабря 2010 года). Занимает площадь 55,2 км².

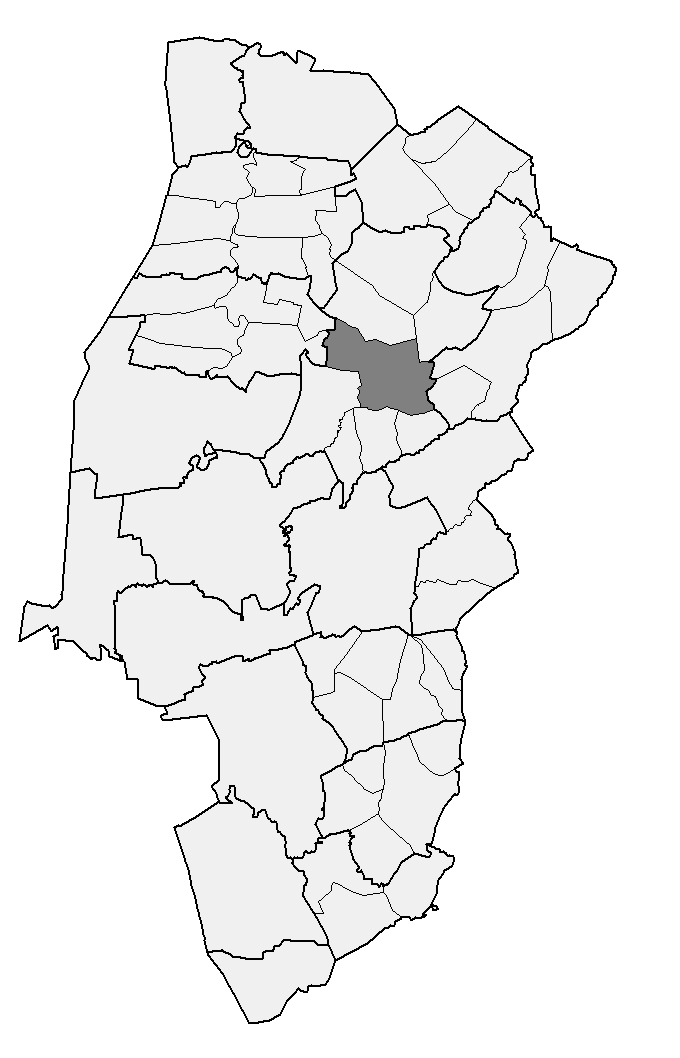
Зёгель

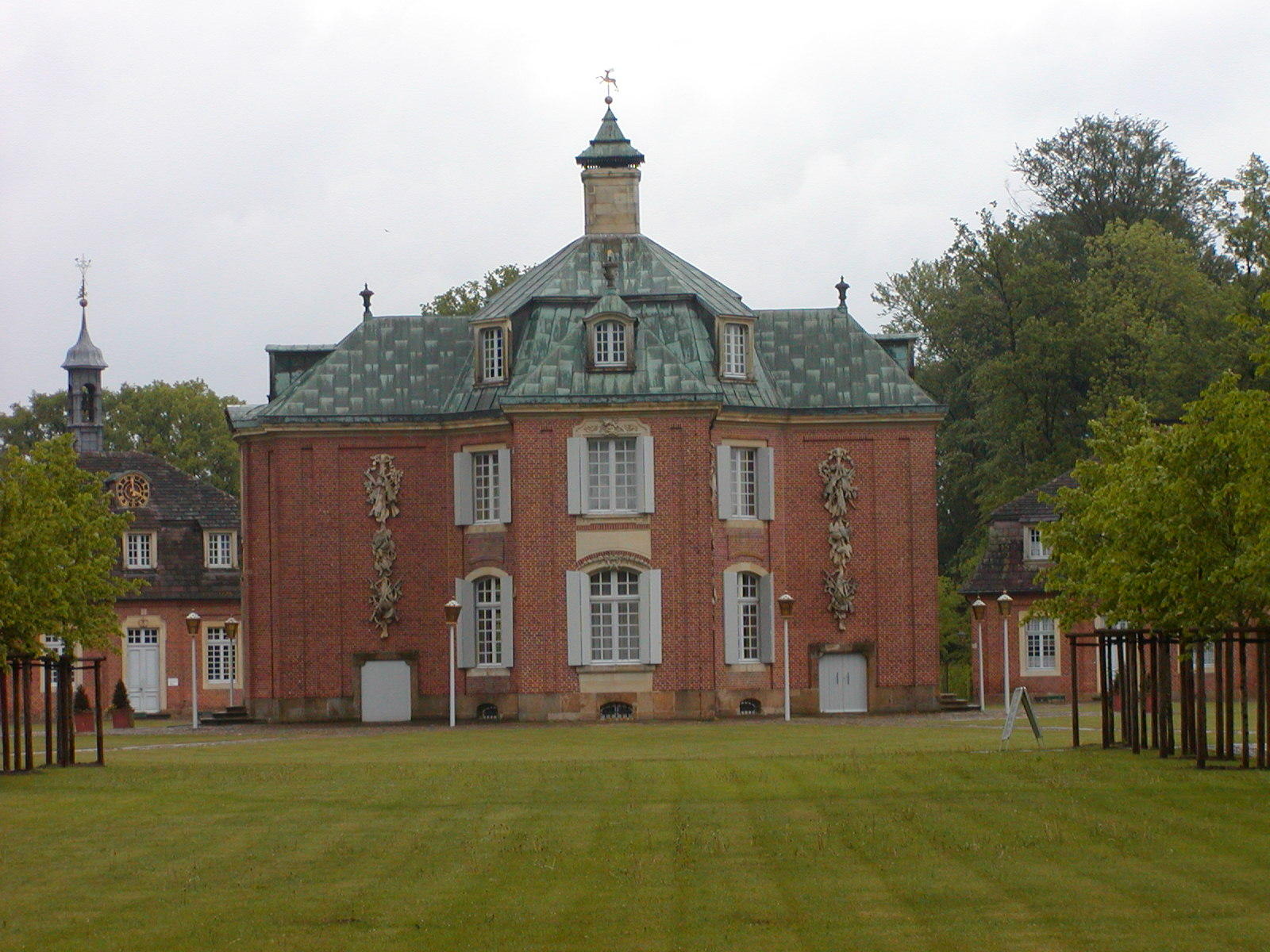
Вид главного здания замка Клеменсверт

## Достопримечательности
- Клеменсверт — замковый комплекс Клеменсверт XVIII века.